# Hartmut Schneider
Hartmut Schneider (* 22. Februar 1937 in Speyer) ist ein Professor für Psychotherapeutische Medizin.

## Biografie
Schneiders Eltern waren Ärzte, zudem hat er zwei Brüder. Als Schüler des humanistischen Gymnasiums Speyer legte er dort 1956 sein Abitur ab. 
Daraufhin folgte ein Studium der Medizin in Lausanne, Freiburg im Breisgau, München, Wien und Heidelberg. Sein medizinisches Staatsexamen legte er 1962 ab. Auf dieses folgte im Jahre 1963 seine Promotion. Seine Habilitation im Fachgebiet der Neuropathologie schrieb er 1972. Daraufhin erhielt er eine C3-Professur mit den wissenschaftlichen Schwerpunkten Koma, Hirntod und experimentelle Modelle der Pathologie des Rückenmarks. 1980 schloss Schneider die Facharztausbildung für Neurologie und Psychiatrie ab. 
Im Zeitraum von 1980 bis 1985 war er Oberarzt, Abteilungsleiter und Hochschullehrer am Zentralinstitut für Seelische Gesundheit Mannheim (Medizinische Fakultät der Universität Heidelberg). Ferner war er im Zeitraum von 1985 bis 2002 Leitender Arzt der Klinik für Psychiatrie, Psychotherapie und Psychosomatik in Freudenstadt.
Seit 2002 ist Schneider Nervenarzt und Psychotherapeut in einer eigenen Praxis sowie Gruppenanalytiker. Zusätzlich ist er ärztlicher Direktor der Klinik Hohenfreudenstadt sowie Konsiliararzt der Fachklinik Wittichen (Drogenentzug) und der Rehaeinrichtung Wiesengrund (BWLV, früher Drogenhilfe Tübingen). Ehrenamtlich ist er seit 1990 Vorsitzender und wissenschaftlicher Leiter des Psychotherapie-Seminars Freudenstadt (unterbrochen zwischen 2004 und 2006), Vorstand der Freudenstadter Hilfsgemeinschaft Die Treppe, Vorstand des SPD-Ortsvereins Freudenstadt und schließlich Stadtrat der SPD-Fraktion des Gemeinderats Freudenstadt.